# Přetržení Achillovy šlachy

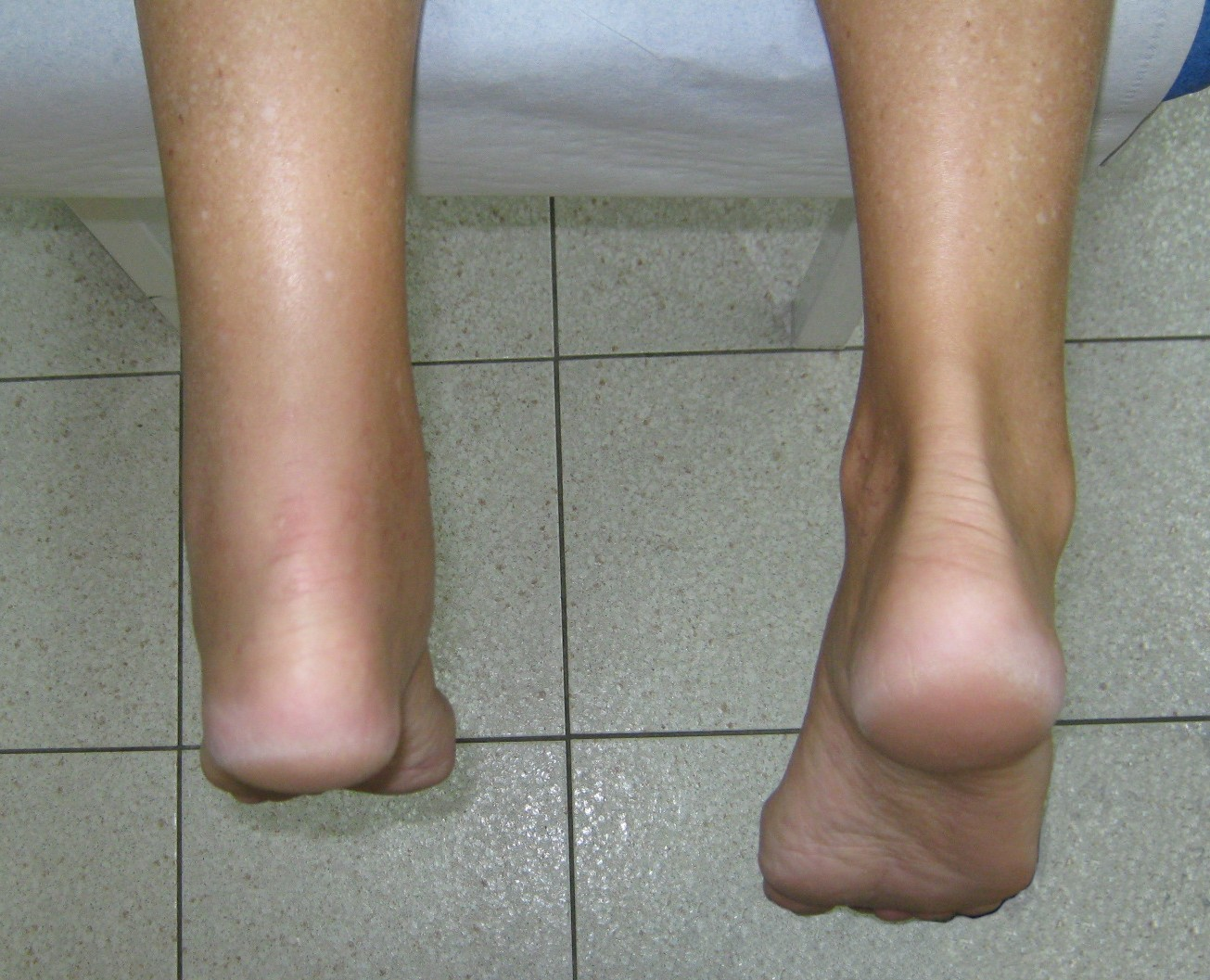
Přetržená levá achillova šlacha

Přetržení Achillovy šlachy (latinsky ruptura tendinis Achillis) je závažné zranění, vyžadující dlouhodobou léčbu a rehabilitaci většinou v délce 3 až 12 měsíců.
Ve většině případů dochází k přetržení Achillovy šlachy cca 2–6 cm nad patou v místě nejmenšího zásobení šlachy krevními vlásečnicemi. Méně časté je přetržení v lýtkovém svalu nebo utržení úponu šlachy od patní kosti, popřípadě i s částí patní kosti. Vzhledem k tomu, že šlachy nejsou protkány nervovými zakončeními, dochází k přetržení Achillovy šlachy náhle bez předchozích obtíží a není zpravidla doprovázeno větší bolestí. Nejčastěji se toto zranění přihodí u sportů s rychlými změnami směru, zejména u badmintonu, squashe či fotbalu. Nejohroženější skupinou jsou rekreačně sportující lidé mezi 30 a 50 lety.

## Příčiny
Nejčastější příčinou jsou strukturální patologické změny a mikrotrhliny ve vláknech šlachy způsobené náhlým přetěžováním šlachy například po nedostatečném rozehřátí před sportem. Jako doprovodné symptomy patologických změn Achillovy šlachy jsou uváděny záněty, podráždění a degenerativní změny. Podle studie z roku 2013 nebyla mezi přetrženými šlachami ani jedna se zdravou strukturou, zatímco v kontrolní skupině jich byly dvě třetiny.

## Symptomy a diagnostika
Postižený cítí jakoby bolestivý úder do lýtka, často též s typickým prasknutím. Postižený může chodit jen s velkými obtížemi nebo vůbec. V místě přetržení se vytvoří hematom. Někdy jsou příznaky málo intenzivní a postižený může zaměnit přetržení za podvrtnutí kotníku.
Přetržení lze diagnostikovat pohmatem, také bývá na povrchu pouhým okem viditelná deformace. Používá se tzv. Thompsonův test - při testu vyšetřovaný leží v poloze na břiše, nohy svěšené přes okraj lůžka. Při stlačení povrchového svalu na zadní straně lýtka vyšetřujícím dochází ke zkrácení svalu a následnému ohnutí v kotníku. V případě ruptury
Achillovy šlachy k pohybu nohy nedochází (Thompsonův test je pozitivní). Dalším testem je Matlesův test. Vyšetřovaný leží v poloze na břiše s pokrčením kolena. U zdravého jedince to vede k natažení chodila. Při ruptuře Achillovy šlachy k pohybu nohy nedochází, nebo se noha silou gravitace ohne i opačným směrem.

## Léčba
Zranění vyžaduje dlouhodobou léčbu a rehabilitaci většinou v délce 3 až 12 měsíců.

### Konzervativní metoda
Noha se zafixuje a roztřepené konce šlachy se nechají srůst. Používá se u pacientů, kteří nemohou být operováni, například z důvodu onemocnění srdce a podobně. Při této metodě je riziko nedostatečného obnovení šlachy, proto je preferovanou metodou operace.

### Otevřená operativní metoda

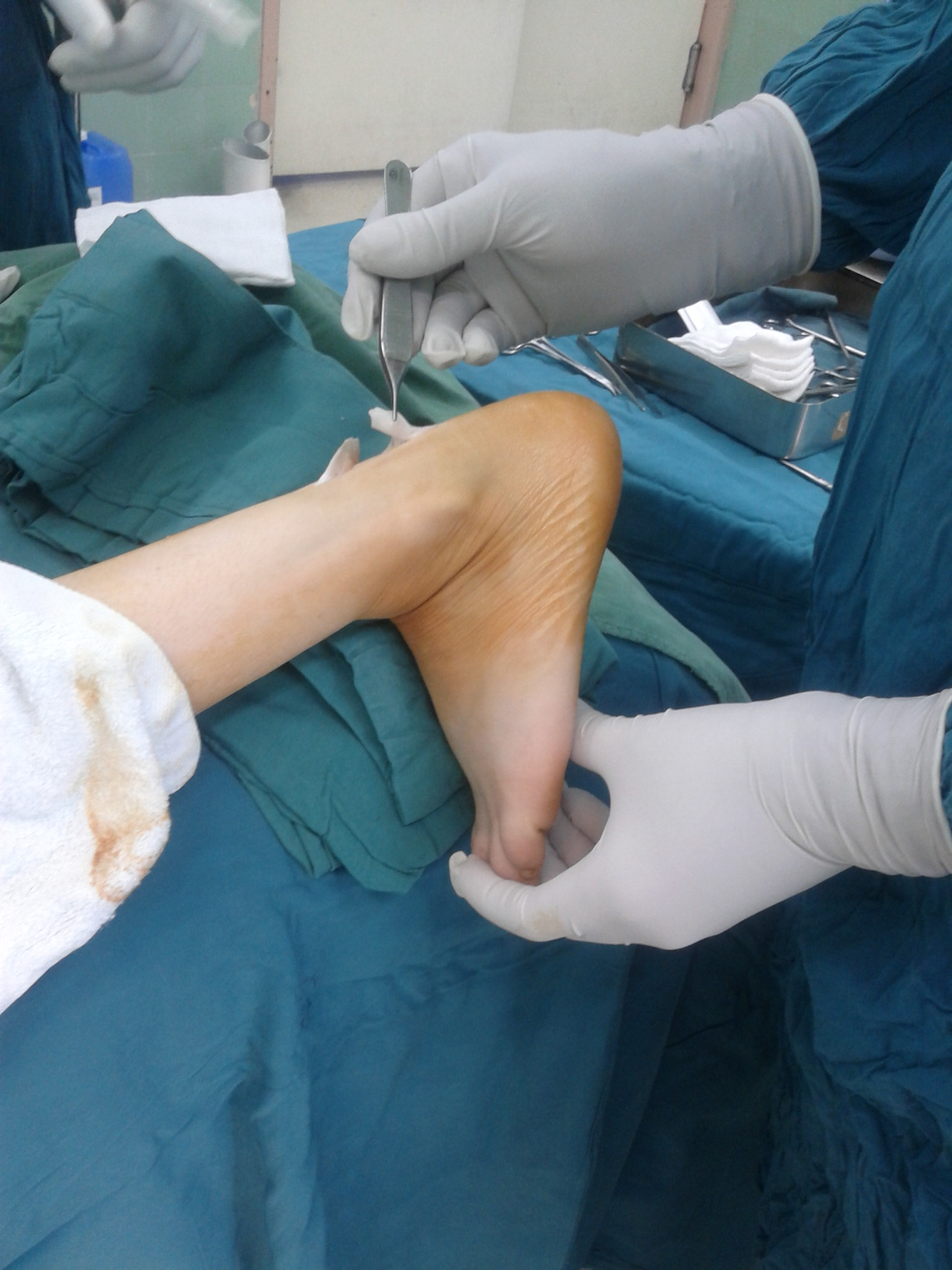
Operace přetržené achillovy šlachy

Před výkonem je pacientovi zafixována poraněná dolní končetina, chůze je možná pouze o berlích bez došlapu. Do operace musí být pacient v klidu. Užívají se antikoagulancia (laicky léky na ředění krve) jako prevence embolie, případně též analgetika na bolest.
Výkon se provádí v anestezii. Šlacha je odhalena a sešita cca 5–10 cm velikým otvorem. V případě odtržení šlachy od kosti se šlacha fixuje ke kosti osteosyntetickým materiálem.
Po operaci musí být noha šest až osm týdnů imobilizována. Používá se sádrová fixace nebo plastová ortéza. Podle studie z roku 2007 přináší ortéza zkrácení doby léčby průměrně o dva týdny. Pacient se smí pohybovat pouze o berlích bez došlapování na operovanou končetinu. Po dobu hojení se je třeba užívat antikoagulancia.
Mezi možné komplikace operace patří alergické reakce, abscesy, embolie, krvácení, infekce či poranění okolních pohybových struktur.
Po sejmutí fixace nastává rehabilitace s cílem rozcvičit zatuhlý kloub, posílit oslabenou nohu a postupně vrátit pacienta k předchozím aktivitám.

### Endoskopická operativní metoda
Není narušeno pouzdro šlachy, které šlachu vyživuje a chrání.[zdroj?] Při použití této metody existuje riziko nesprávného obnovení anatomie šlachy.

## Rehabilitace
Úspěšná rehabilitace zpravidla zajišťuje obnovení síly v lýtkovém svalu z 90 % a dovoluje neomezený návrat k dosavadním činnostem bez omezení, nicméně riziko reruptury se odhaduje na 2 %.
- Konzervativní metoda – znehybnění končetiny většinou v sádře na celou nohu nebo ke kolenu.
- Progresivní metoda – co nejčasnější pohyb v malém rozsahu.

Podle serveru Peníze.cz pojišťovny často považují přetržení Achillovy šlachy za únavové zranění, a proto ho nehradí z úrazového pojištění.